# Bursaspor
Bursaspor je turski nogometni klub iz grada Burse. Osnovan 1963., Bursasporov nadimak je Yeşil Timsahlar ("zeleni krokodili"). Boje kluba su zeleno-bijele, pa njihovi domaći dresovi najčešće sadrže obje boje.
Klub je samo jednom osvojio prvu tursku ligu, Süper Lig, i to sezone 2009./10. Tek je drugi anatolijski klub koji je osvojio tursku ligu. Osvojili su i Türkiye Kupası (turski nogometni kup) te dvaput Türkiye İkinci Ligi, drugu tursku ligu. Njihov prvi i najveći uspjeh u Europi dogodio se sezone 1974./75. u Kupu pobjednika kupova, kada su dosegli četvrfinale. U isto su se natjecanje vratili sezone 1986./87., ali su ispali u prvoj rundi, dok su u Intertoto kupu 1995. došli do četvrtfinala natjecanja.

## Uspjesi u Europi
| Sezona                | Runda                 | Protivnik             | Rezultat              | Rezultat              | Rezultat              |
| Sezona                | Runda                 | Protivnik             | Kući                  | Gosti                 | Ukup.                 |
| Kup pobjednika kupova | Kup pobjednika kupova | Kup pobjednika kupova | Kup pobjednika kupova | Kup pobjednika kupova | Kup pobjednika kupova |
| --------------------- | --------------------- | --------------------- | --------------------- | --------------------- | --------------------- |
| 1974./75.             | 1.                    | Finn Harps            | 4 : 2                 | 0 : 0                 | 4 : 2                 |
| 1974./75.             | 2.                    | Dundee United         | 1 : 0                 | 0 : 0                 | 1 : 0                 |
| 1974./75.             | 1/4                   | Dinamo Kiev           | 0 : 1                 | 0 : 2                 | 0 : 3                 |
| 1986./87.             | 1.                    | Ajax                  | 0 : 2                 | 0 : 5                 | 0 : 7                 |
| UEFA Liga prvaka      |                       |                       |                       |                       |                       |
| 2010./11.             |                       |                       |                       |                       |                       |
| Skupine               |                       |                       |                       |                       |                       |
| Manchester United     | 0:3                   | 0:1                   | –                     |                       |                       |
| Valencia              | 0:4                   | 1:6                   | –                     |                       |                       |
| Rangers               | 1:1                   | 0:1                   | –                     |                       |                       |

## Vanjske poveznice
- Službena stranica (tur.)
- Službeni fan-shop (tur.)
- Službeni online TV-program (tur.)
- Službeni online magazin (tur.)
- [neaktivna poveznica] (tur.)
- Navijački Forum  Arhivirana inačica izvorne stranice od 6. lipnja 2010. (Wayback Machine) (engl.)